# Mikko Hietanen
Mikko Hietanen (22. září 1911 Uusikirkko – 3. února 1999 Laukaa) byl finský atlet, běžec, mistr Evropy v maratonu z roku 1946.

## Sportovní kariéra
Jeho největším úspěchem bylo vítězství v maratonu na mistrovství Evropy v roce 1946 v Oslu. Ve stejném roce zvítězil v Mezinárodním maratonu míru v Košicích. Startoval také dvakrát na olympiádě – v Londýně v roce 1948 závod nedokončil, v Helsinkách o čtyři roky později doběhl sedmnáctý.